# Georgi Donkov
Georgi Donkov (Sófia, 2 de junho de 1970) é um ex-futebolista profissional búlgaro que atuava como atacante.

## Carreira
Georgi Donkov integrou a Seleção Búlgara de Futebol na Eurocopa de 1996.